# Glynis Johns
Pour les articles homonymes, voir Johns.
Glynis Johns est une actrice, chanteuse et danseuse née britannique le 5 octobre 1923 à Pretoria (Union d'Afrique du Sud) et morte le 4 janvier 2024 à Los Angeles. 
Nommée à l'Oscar du meilleur second rôle féminin pour son rôle dans Horizons sans frontières (1960), elle a détenu le record de longévité des actrices nommées après la mort d'Olivia de Havilland en 2020, et était au moment de sa mort en 2024 l'une des dernières survivantes de l'âge d'or d'Hollywood.

## Biographie
Issue d'une famille galloise, Glynis Johns est la fille de l'acteur Mervyn Johns (1899-1992) et d'une pianiste concertiste.
Un de ses rôles les plus connus est celui de Winifred Banks en 1964 dans Mary Poppins. Elle y incarne la suffragette mère des deux enfants dont s'occupe la nurse Mary Poppins.
Elle a été nommée Disney Legend en 1998.

### Vie privée
Glynis Johns a été mariée quatre fois :
- à Anthony Forwood (en) (29 août 1942 - 1948) ;
- à David Ramsay Foster (1er février 1952 - 17 mai 1956) ;
- à Cecil Peter Lamont Henderson (10 octobre 1960 - 21 juin 1962) ;
- à Elliott Arnold (1er octobre 1964 - 4 janvier 1973).

Son premier époux, l'acteur Anthony Forwood (1915–1988), avec lequel elle a eu un fils, Gareth (1945–2007), a été par la suite le compagnon de l'acteur Dirk Bogarde (1921-1999). 
Elle a un petit-fils : Thomas Forwood (1974). 

## Filmographie partielle
- 1938 : South Riding de Victor Saville
- 1938 : Murder in the Family de Albert Parker
- 1938 : Prison without Bars de Brian Desmond Hurst
- 1939 : On the Night of the Fire de Brian Desmond Hurst
- 1940 : The Briggs Family de Herbert Mason
- 1940 : Under your Hat de Maurice Elvey
- 1941 : The Prime Minister de Thorold Dickinson
- 1941 : 49e Parallèle (49th Parallel) de Michael Powell : Anna
- 1943 : La Guerre dans l'ombre (The Adventures of Tartu) de Harold S. Bucquet
- 1944 : L'Auberge fantôme  (The Halfway House) de Basil Dearden : Gwyneth
- 1945 : Le Verdict de l'amour (Perfect Strangers) d'Alexandre Korda : Dizzy Clayton
- 1946 : This Man is Mine de Marcel Varnel
- 1947 : Frieda de Basil Dearden
- 1947 : Un mari idéal (An Ideal Husband) d'Alexandre Korda : Miss Mabel Chiltern
- 1948 : Miranda de Ken Annakin : Miranda Trewella
- 1948 : Third Time Lucky de Gordon Parry
- 1949 : Dear Mr Prohack de Thornton Freeland
- 1949 : Helter Skelter de Ralph Thomas
- 1950 : Secret d'État de Sidney Gilliat : Lisa Robinson
- 1950 : Flesh and Blood de Anthony Kimmins
- 1951 : The Magic Box de John Boulting
- 1951 : Appointment with Venus de Ralph Thomas
- 1951 : Encore de Harold French
- 1951 : Le Voyage fantastique (No Highway in the Sky) d'Henry Koster : Marjorie Corder
- 1952 : Trois Dames et un as (The Card) de Ronald Neame : Ruth Earp
- 1953 : La Rose et l'Épée (The Sword and the Rose) de Ken Annakin : Mary Tudor
- 1953 : Échec au roi (Rob Roy, the Highland Rogue) d'Harold French : Helen Mary MacPherson MacGregor
- 1953 : A Personal Affair de Anthony Pelissier
- 1954 : The Seekers de Ken Annakin
- 1954 : The Beachcomber de Muriel Box
- 1954 : Filles sans joie (The Weak and the Wicked) de J. Lee Thompson : Jean Raymond
- 1954 : Mad About Men de Ralph Thomas
- 1955 : Josephine and Men de Roy Boulting
- 1955 : Le Bouffon du roi (The Court Jester) de Melvin Frank et Norman Panama : Maid Jean
- 1956 : The Loser Takes All de Ken Annakin
- 1957 : Le Tour du monde en quatre-vingts jours (Around the World in 80 Days) de Michael Anderson : l'amie de la dame chic anglaise
- 1957 : All Mine to Give de Allen Reisner
- 1958 : Je pleure mon amour (Another Time, Another Place) de Lewis Allen : Kay Trevor
- 1959 : L'Épopée dans l'ombre
- 1960 : The Spider's Web de Godfrey Grayson : Clarissa Hailsham-Brown
- 1960 : Horizons sans frontières (The Sundowners) de Fred Zinnemann : Gertrude Firth
- 1962 : Le Cabinet du docteur Caligari (The Cabinet of Caligari) de Roger Kay
- 1962 : Les Liaisons coupables (The Chapman Report) de George Cukor : Teresa Harnish
- 1963 : Papa's Delicate Condition de George Marshall
- 1964 : Mary Poppins de Robert Stevenson : Winifred Banks
- 1965 : Dear Brigitte de Henry Koster
- 1968 : Don't Just Stand There de Ron Winston
- 1969 : Lock Up Your Daughters de Peter Coe
- 1972 : Under Milk Wood d'Andrew Sinclair : Myfanwy Price
- 1973 : Le Caveau de la terreur (The Vault of Horror) de Roy Ward Baker : Eleanor Critchit
- 1988 : Zelly and Me de Tina Rathborne : Co-co
- 1995 : L'Amour à tout prix (While You Were Sleeping) de Jon Turteltaub : Elsie
- 1999 : Superstar de Bruce McCulloch : Grandma Gallagher

## Distinctions

### Récompenses
- National Board of Review Awards 1942 : Meilleure actrice pour 49e Parallèle
- Laurel Awards 1963 : Golden Laurel de la meilleure actrice dans un second rôle pour Mary Poppins
- Tony Awards 1973 : Meilleure actrice dans une comédie musicale pour A Little Night Music

### Nominations
- Oscars du cinéma 1961 : Meilleure actrice dans un second rôle pour Horizons sans frontières
- Golden Globes 1963 : Meilleure actrice dans un film dramatique pour Les Liaisons coupables